# Pierre-Yves Revol
Pierre-Yves Revol né le 30 janvier 1958 à Jallieu en Isère, est un journaliste de formation, chef d'entreprise, et dirigeant de rugby à XV français.
Très proche de Pierre Fabre, celui-ci lui confie d'abord la présidence de Sud Radio puis celle du Castres olympique entre 1989 et 2008. Il occupe également différents postes au sein du groupe Pierre Fabre.
Il est le président de la Ligue nationale de rugby de décembre 2008 à novembre 2012 et reprend la présidence du Castres olympique depuis janvier 2014. Depuis le décès de Pierre Fabre en juillet 2013, il est également le président de la Fondation Pierre Fabre, principal actionnaire du groupe Pierre Fabre.

## Biographie

### Carrière
Pierre-Yves Revol effectue la majorité de sa carrière au sein des entreprises possédées par Pierre Fabre, pharmacien français et fondateur des Laboratoires Pierre Fabre. Au service de Pierre Fabre à partir de 1986, il est successivement directeur du personnel, directeur de cabinet, directeur de la communication et directeur général du groupe.
De mars 1989 à juin 1995, il a également été un adjoint-au-maire de Castres, l'ancien Ministre Jacques Limouzy étant alors Député-Maire de Castres.
Journaliste de formation, Pierre-Yves Revol se voit confier la présidence de Sud Radio lors de son rachat par Pierre Fabre en 1988. En 1997, il est élu administrateur de L'Éveil de la Haute-Loire après l'acquisition de 15 % du quotidien par Pierre Fabre à titre personnel. En 1998, il devient président de Sud Communication, holding pour la gestion des groupes de presse détenus à titre personnel par Pierre Fabre. Sud Communication rachète RMC en 1998. Pierre-Yves Revol en devient alors vice-président et administrateur délégué. Il restructure la station pour pérenniser son activité mais la station est revendue deux ans plus tard. Sud Radio est vendu en 2005 tandis que Sud Communication cesse ses activités et revend ses dernières parts en 2013.
Après le décès de Pierre Fabre en juillet 2013, il devient président de la Fondation Pierre Fabre, fondation reconnue d'utilité publique créée par Pierre Fabre, et de Pierre Fabre Participations, détenue par la fondation et actionnaire de contrôle du groupe pharmaceutique. Il est également vice-président du conseil d'administration du groupe Pierre Fabre.

### Président du Castres olympique
Il devient Président du Castres olympique en 1988 et le sponsor Sud Radio apparaît alors pour la première fois sur le maillot de l'équipe. Le club est d'abord champion de France du Groupe B en 1989. Il renforce ensuite progressivement l'équipe, réussissant à attirer Alain Carminati en 1992 et Gary Whetton en 1993.
Il devient Champion de France en 1993 dans une finale marquée par un essai qui semble irrégulier de Gary Whetton, et un autre refusé qui semblait valable au grenoblois Olivier Brouzet. Cette finale fera aussi longtemps parler à cause de l'opposition entre le président de la FFR Bernard Lapasset et le manager grenoblois Jacques Fouroux.
Toujours président du CO, il est vice-champion de France en 1995 et continue de recruter des joueurs confirmés comme Albert Cigagna, Thomas Castaignède ou encore le All Black Franck Bunce. Il est vainqueur du Bouclier européen et du Challenge Sud-Radio en 2003.
Il quitte la présidence du club lorsqu'il est élu président de la Ligue nationale de rugby en décembre 2008.
En janvier 2014, il retrouve la fonction qu'il a exercée pendant 20 ans en reprenant la présidence de ce club. Il succède à Michel Dhomps, le Castres olympique est alors Champion de France en titre (2013). Sous cette nouvelle présidence de Pierre-Yves Revol, le CO est vice-champion de France en 2014, puis Champion de France en 2018, et enfin à nouveau vice-champion de France en 2022.

### Président de la Ligue nationale de rugby
Il est le président de la Ligue nationale de rugby de décembre 2008 à novembre 2012, puis est remplacé par Paul Goze, président de l'USA Perpignan en 2012.
En 2017, à la suite du conflict entre la Ligue nationale de rugby et la Fédération française de rugby, il est désigné par la LNR dans la commission de rapprochement et de dialogue avec la FFR qui a pour objectif de trouver une sortie de crise. Il est accompagné par cinq autres présidents : Mourad Boudjellal (Toulon), René Bouscatel (Toulouse), Éric de Cromières (Clermont), Vincent Merling (La Rochelle) et Alain Tingaud (Agen). En juin, la FFR et la LNR trouvent un accord sur la mise à disposition des internationaux pour la saison suivante, une question qui empoisonnait leurs relations depuis plusieurs mois.

## Postes dans le rugby à XV
- 1988-2008 : Président du Castres olympique
- 2005-2008 : Membre du comité directeur de la Ligue nationale de rugby (LNR)
- 2008-2012 : Président de la LNR
- 2014- : Président du Castres olympique
- 2016-2021 : Membre du comité directeur de la Ligue nationale de rugby (LNR)
- 2023-2025 : Membre du comité directeur de la Ligue nationale de rugby (LNR)

## Palmarès en tant que président du Castres olympique
- Vainqueur du Bouclier européen[17] en 2003.
- Vainqueur du Championnat de France en 1993[11] et 2018.
- Finaliste du Championnat de France en 1995, 2014, et 2022.
- Champion de France Groupe B en 1989.
- Vainqueur du Challenge Sud-Radio en 2003.

## Décorations
- Chevalier de la Légion d'honneur (décret du 29 mars 2013)[18]
- Officier de l'ordre national du Mérite (décret du 29 novembre 2023)[19]